# Horst Mahnke
Horst Mahnke (* 28. Oktober 1913 in Berlin; † 8. November 1985) war ein deutscher SS-Hauptsturmführer im Reichssicherheitshauptamt (RSHA) und nach dem Zweiten Weltkrieg Redakteur und Ressortleiter des Nachrichtenmagazins Der Spiegel von 1952 bis 1960, dann Chefredakteur der Zeitschrift Kristall, Geschäftsführer im redaktionellen Beirat des Springer-Verlags und 1969 bis 1980 Hauptgeschäftsführer des Verbandes Deutscher Zeitschriftenverleger.

## Leben
Horst Mahnke war der Sohn des Kaufmanns Paul Mahnke und dessen Ehefrau Ella, geborene Groke. Er besuchte die Oberrealschule in Königsberg und legte dort 1934 die Abiturprüfung ab.

### Zeit des Nationalsozialismus
Mahnke studierte ab 1935 an der Universität Königsberg bei Franz Six Zeitungswissenschaften sowie Philosophie und Germanistik. Er promovierte 1941 mit einer Arbeit zur „freimaurerischen Presse in Deutschland“. Während seiner Studienzeit war er Fachgruppenleiter im NS-Studentenbund. Mahnke war zudem bereits ab Anfang Oktober 1936 hauptamtlich für den SD tätig. Er trat zum 1. Mai 1937 der NSDAP bei (Mitgliedsnummer 5.286.024) und wurde im selben Jahr Mitglied der SS. Seine hauptamtliche Tätigkeit im Reichssicherheitshauptamt ab September 1939 umfasste – unter dem SS-Brigadeführer und Abteilungsleiter des Amtes VII „Weltanschauliche Forschung“ Six, bei dem er schon studiert hatte – die Bekämpfung des Marxismus. Zusätzlich wurde Mahnke 1940 Assistent an der Auslandswissenschaftlichen Fakultät und dessen Auslandswissenschaftlichem Institut (DAWI) der Friedrich-Wilhelms-Universität Berlin.
Seit dem 12. Oktober 1940 war Mahnke mit Lotte, geborene Plew, verheiratet. Das Ehepaar hatte zwei Kinder.
Innerhalb der SS stieg Mahnke 1942 zum Hauptsturmführer auf, nachdem er als Adjutant seines Vorgesetzten Six, der im Sommer 1941 Leiter des „Vorkommandos Moskau“ der Einsatzgruppe B wurde, an der Verfolgung von Kommunisten und Juden vor Moskau beteiligt war. Seinen ersten Einsatz hatte dieses Vorkommando in Smolensk; es beteiligte sich dort an Erschießungen. Im April 1943 folgte er Six als persönlicher Assistent, als dieser Leiter der Kulturpolitischen Abteilung im Auswärtigen Amt wurde, die zusammen mit der Paul Karl Schmidt unterstellten Nachrichten- und Presseabteilung die Propaganda des NS-Außenministeriums steuerte. Mahnke galt als wichtigster Mitarbeiter von Six. Neben seiner neuen Tätigkeit im Auswärtigen Amt nahm er nach wie vor Aufgaben der Marxismusbekämpfung im Reichssicherheitshauptamt wahr und dozierte als Lehrbeauftragter in der Auslandswissenschaftlichen Fakultät der Universität.

### Nachkriegszeit
Am 29. Januar 1946 wurde Mahnke verhaftet und bis Mitte 1948 im britischen Internierungslager Bad Nenndorf interniert. Unter Hinweis auf den Umstand, dass dort deutsche Gefangene geschlagen und gequält wurden, wurde er am 10. September 1948 vom Spruchgericht Benefeld-Bomlitz lediglich zu einer Geldstrafe von 400 DM verurteilt. Zunächst war ihm noch vom Entnazifizierungsausschuss der Stadt Hannover am 16. Juli 1949 untersagt worden, als „Lehrer, Jugendpfleger, Journalist, Redakteur“ tätig zu sein, da er „den Nationalsozialismus wesentlich gefördert“ habe. Nachdem der Berufungsausschuss diese Beschränkungen am 31. März 1950 aufgehoben hatte, stand seiner journalistischen Karriere nichts mehr im Wege.
Nachdem Mahnke zunächst seit 1949 im Hamburger Freihafen als Marktbeobachter für den Kaffeehändlerverein tätig gewesen war, schrieb er 1950 im Nachrichtenmagazin Der Spiegel zusammen mit dem späteren Ressortleiter „Internationales“ und stellvertretenden Chefredakteur des Magazins Georg Wolff die antisemitische Serie Am Caffeehandel betheiligt, bei der er vor allem jüdische Displaced Persons (DPs), die nach der Befreiung aus den KZs in Deutschland geblieben waren, für den Kaffeeschmuggel verantwortlich machte, der den Staat eine Milliarde DM koste. 1952 wurde er Redakteur und Ressortleiter „Ausland“ des Spiegels und war bis 1960 hauptsächlich für die Serien des Magazins verantwortlich. Dazu gehörten auch die Serienartikel des ehemaligen Pressechefs im NS-Außenministerium Paul Karl Schmidt alias Nachkriegsbestsellerautor Paul Carell. Als Mahnke 1960 Chefredakteur von Axel Springers Zeitschrift Kristall wurde, nahm er auch „Paul Carell“ mit. Zusammen publizierten sie im Kristall Carells Serien „Unternehmen Barbarossa“ und „Verbrannte Erde“, die die Wehrmacht glorifizierten, indem sie beispielsweise den Überfall auf Norwegen als „Meisterstück der Organisation“ bezeichneten. Diese Serien, die auch in Buchform erschienen, fanden ab 1963 bzw. 1966 als Buchbestseller Millionen an Käufern. Wie Paul Karl Schmidt wurde auch Horst Mahnke vom BND als Quelle, sogenannte Sonderverbindung, geführt; Mahnke unter dem Decknamen „Klostermann“. Laut Mitteilung des Nachrichtenmagazins Der Spiegel vom Juni 2013 bestätigte der BND diesem, dass Mahnke bis 1973 als Informant für den Geheimdienst tätig war.
Als Mitglied des Beraterstabs des Verlegers Axel Springer lieferte Mahnke seinen vier Agentenführern des BND zahlreiche Interna über die Personalpolitik des Verlages, Informationen über die strategische Ausrichtung des Unternehmens bis hin zu den Alkoholproblemen eines Chefredakteurs, der in einen Verkehrsunfall verwickelt war.
Als Vorsitzender des redaktionellen Beirats von Axel Springer sorgte Mahnke für die Durchsetzung der redaktionellen Richtlinien in den Presseorganen des Verlags und nutzte dabei ein hochrangiges Informantennetz, um Axel Springer stetig mit Interna aus Politik und dem Spiegel-Verlag zu versorgen, Der Historiker und Springer-Biograph Hans-Peter Schwarz betont, dass Mahnkes organisatorische Fähigkeiten zur Planung systematischer PR-Kampagnen für den Verleger und seine Informationssammlung zu Konkurrenten und Gegnern von Springer geschätzt wurden und urteilt: „Mahnke machte seine Stabsabteilung zusehends zum Ausspähungsinstrument wie er das zuvor beim Spiegel und noch früher beim SD gelernt hatte. Dass ein Mann wie er die zentrale Nachrichtensammelstelle zu einer Art Policy-Abteilung fortentwickeln wollte, war fast zwangsläufig.“ Springer, dem es, so Historiker Schwarz, „lange Zeit behagte, dass Mahnke eine Art Spionageapparat aufzog“, ließ ihn „wie eine heiße Kartoffel“ fallen, als sich Hinweise verdichteten, zu Mahnkes NS-Vergangenheit würde staatsanwaltschaftlich ermittelt. 1969 wechselte Mahnke dann ohne öffentliches Aufsehen in die Position eines Hauptgeschäftsführers des Verbandes Deutscher Zeitschriftenverleger (VDZ), dessen Interessen er bis zu seinem Ausscheiden in den Ruhestand 1980 koordinierte.

## Schriften
- Die freimaurerische Presse in Deutschland. Struktur & Geschichte. Dissertation. Universität Königsberg 1941.
- mit Georg Wolff: 1954. Der Frieden hat eine Chance. VS, Darmstadt 1953.